# Kent State Golden Flashes football
I Kent State Golden Flashes sono la squadra di football americano che rappresenta l'università di Kent. Gioca nella Mid-American Conference, East division.

## Storia
La squadra è stata fondata nel 1920 e la sua prima partita è stata contro l'università di Ashland, conclusasi con una sconfitta per 6 a 0.
La prima vittoria risale il 15 novembre del 1925 contro l'università di West Liberty State per 7 a 6.
La prima stagione regolare conclusa con un record positivo è stata nel 1928 con 4 vittorie, 2 sconfitte e 2 pareggi.

## Nella Ohio Athletic Conference
Nella stagione 1931 i Golden Flashes si sono uniti nella OAC, partecipandovi fino alla stagione 1950 compresa a parte le 3 stagioni che sono andate dal 1943 al 1945 non giocate a causa della seconda guerra mondiale.
Nella stagione 1946 diventa head coach Trevor Rees che rimarrà fino alla stagione 1963 compresa. Con lui i Flashes migliorano i risultati e nel 1950 viene inaugurato il primo stadio personale: il Memorial Stadium che rimarrà in attività fino alla stagione 1968 per poi esser demolito l'anno successivo.

## Nella Mid-American Conference
Nella stagione 1951 i Flashes entrano a far parte della MAC.
Nel 1954 arrivano alla finale del Refrigerator Bowl, perdendola. Questa è per ora la loro prima apparizione ad un Bowl.
Nel 1969 viene inaugurato il nuovo stadio: il Dix Stadium.
Nel 1971 diventa head coach Don James, insieme a lui e a 3 giocatori notabili come: il linebacker Pro Football Hall of Fame Jack Lambert, il tight end Gary Pinkel e il defensive back Nick Saban portano i Flashes nel 1972 a vincere il titolo della MAC e andare al Tangerine Bowl, perdendolo con i Tampa Spartans per 21 a 18.
Dopo la grande stagione del 1972 inizia un periodo di alti e bassi e numerosi cambi di panchina.
Solo con un grande quarterback, un certo Joshua Cribbs i Flashes ritornano competitivi a partire dalla stagione 2001.
Il 20 dicembre 2010 viene presentato il ventesimo head coach: Darrell Hazell.